# Franz Heisterbergk

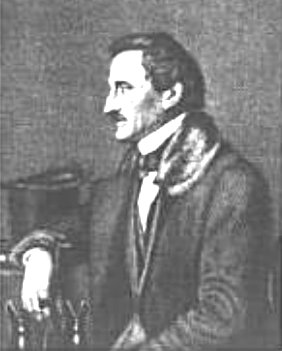
Franz Maximilian Heisterbergk

Franz Maximilian Heisterbergk (* 16. Dezember 1799 in Oederan; † 26. Oktober 1850 in Rochlitz) war ein deutscher Jurist und Politiker. Er war Mitglied der Frankfurter Nationalversammlung und des Sächsischen Landtags.

## Leben und Wirken
Der Sohn des Arztes und Bürgermeisters Wilhelm August Heisterbergk (1757–1834) studierte von 1819 bis 1823 an der Universität Leipzig die Rechtswissenschaften. Während seines Studiums schloss er sich 1821 der Alten Leipziger Burschenschaft an. Anschließend war Heisterbergk bis 1826 an verschiedenen Orten Sachsens als Rechtspraktikant tätig. Von 1826 bis 1828 war er Aktuar in Chemnitz, danach bis 1833 Justitiar in Ehrenfriedersdorf. 1833 wurde er zum Justizamtmann berufen. Dieses Amt übte er zunächst in Oschatz aus, anschließend von 1838 bis 1846 in Zwickau und schließlich seit 1846 in Rochlitz.
1844/45 gehörte Heisterbergk der Stadtverordnetenversammlung in Zwickau, deren 1. Vorsitzender er 1845 war. Er war 1847 Mitbegründer des Turnverein in Rochlitz sowie Mitglied des Turnrats. Während des Revolutionsgeschehens übernahm er im März 1848 den Vorsitz des Vaterlandsvereins in Rochlitz. Im 8. Wahlkreis des Königreichs Sachsen (Rochlitz) wurde zum Abgeordneten der Frankfurter Nationalversammlung gewählt, welches Mandat er vom 18. Mai 1848 bis zum 29. Mai 1849 ausübte. Er schloss sich den Fraktionen Deutscher Hof und Märzverein an und stellte sich gegen die Wahl Friedrich Wilhelms IV. zum Kaiser der Deutschen. Nach seiner Mandatsniederlegung folgte ihm Johann Gottlieb Helbig im Mandat. 1849/50 gehörte er als Vertreter des 33. Wahlkreises der II. Kammer des Sächsischen Landtags an. Sein Bruder Ferdinand Moritz Heisterbergk gehörte 1849/50 ebenfalls dem Sächsischen Landtag an.